# Chrysosplenium
- Commons
- Wikispecies

Chrysosplenium L. é um género botânico pertencente à família Saxifragaceae.

## Espécies
| - Chrysosplenium absconditicapsulum - Chrysosplenium alpinum - Chrysosplenium alternifolium - Chrysosplenium americanum - Chrysosplenium axillare - Chrysosplenium biondianum - Chrysosplenium carnosum - Chrysosplenium cavaleriei - Chrysosplenium chinense - Chrysosplenium davidianum - Chrysosplenium delavayi - Chrysosplenium dubium - Chrysosplenium flagelliferum - Chrysosplenium forrestii - Chrysosplenium fuscopuncticulosum - Chrysosplenium giraldianum - Chrysosplenium glechomifolium - Chrysosplenium glossophyllum - Chrysosplenium griffithii - Chrysosplenium hebetatum - Chrysosplenium hydrocotylifolium - Chrysosplenium iowense - Chrysosplenium japonicum - Chrysosplenium jienningense | - Chrysosplenium lanuginosum - Chrysosplenium lectus-cochleae - Chrysosplenium lixianense - Chrysosplenium macranthum - Chrysosplenium macrophyllum - Chrysosplenium microspermum - Chrysosplenium nepalense - Chrysosplenium nudicaule - Chrysosplenium oppositifolium - Chrysosplenium oxygraphoides - Chrysosplenium pilosum - Chrysosplenium qinlingense - Chrysosplenium ramosum - Chrysosplenium serreanum - Chrysosplenium sikangense - Chrysosplenium sinicum - Chrysosplenium taibaishanense - Chrysosplenium tenellum - Chrysosplenium trichospermum - Chrysosplenium tetrandrum - Chrysosplenium uniflorum - Chrysosplenium valdivicum - Chrysosplenium wrightii - Chrysosplenium wuwenchenii |

- Lista completa

## Classificação do gênero
| Sistema | Classificação                   | Referência               |
| ------- | ------------------------------- | ------------------------ |
| Linné   | Classe Decandria, ordem Digynia | Species plantarum (1753) |